# Groay
Groay est une île du Royaume-Uni située en Écosse.